# Combinado nórdico nos Jogos Olímpicos de Inverno de 1968

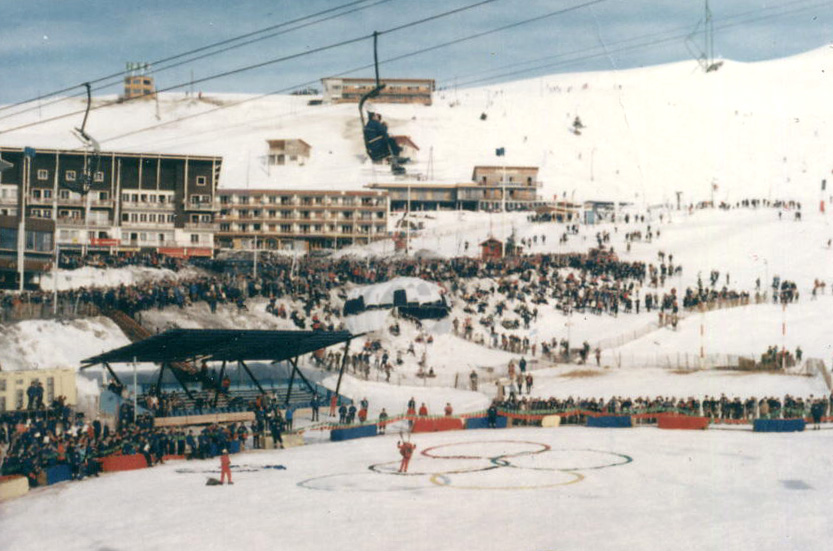
Chamrousse

O combinado nórdico nos Jogos Olímpicos de Inverno de 1968 consistiu de um único evento disputado por homens, de 10 a 12 de fevereiro, em Autrans, França.

## Medalhistas
| Ouro   | FRG Franz Keller |
| Prata  | SUI Alois Kälin  |
| Bronze | GDR Andreas Kunz |

## Resultados
| Posição           | Atleta                     | Pontos |
| ----------------- | -------------------------- | ------ |
| Medalha de ouro   | FRG Franz Keller           | 449,04 |
| Medalha de prata  | SUI Alois Kälin            | 447,99 |
| Medalha de bronze | GDR Andreas Kunz           | 444,10 |
| 4                 | TCH Tomáš Kučera           | 434,14 |
| 5                 | ITA Ezio Damolin           | 429,54 |
| 6                 | POL Józef Gąsienica        | 428,78 |
| 7                 | URS Robert Makara          | 426,92 |
| 8                 | URS Vyacheslav Dryagin     | 424,38 |
| 9                 | GDR Roland Weißpflog       | 424,30 |
| 10                | JPN Hiroshi Itagaki        | 141,65 |
| 11                | GDR Karl-Heinz Luck        | 414,02 |
| 12                | URS Tõnu Haljand           | 412,68 |
| 13                | USA John Bower             | 411,16 |
| 14                | FRG Günther Naumann        | 410,89 |
| 15                | POL Józef Daniel Gąsienica | 407,76 |
| 16                | TCH Ladislav Rygl          | 407,28 |
| 17                | ITA Fabio Morandini        | 398,26 |
| 18                | POL Erwin Fiedor           | 395,93 |
| 19                | URS Mikhail Artyukhov      | 391,90 |
| 20                | POL Jan Kawulok            | 387,91 |
| 21                | NOR Mikkel Dobloug         | 387,22 |
| 22                | USA Georg Krog             | 383,76 |
| 23                | JPN Akemi Taniguchi        | 383,14 |
| 24                | JPN Katsutoshi Okubo       | 382,23 |
| 25                | FRG Alfred Winkler         | 381,59 |
| 26                | USA James Miller           | 378,38 |
| 27                | NOR Markus Svendsen        | 377,85 |
| 28                | NOR Kåre Olav Berg         | 375,60 |
| 29                | FRG Hans Rudhardt          | 374,74 |
| 30                | FIN Ilpo Nuolikivi         | 364,28 |
| 31                | JPN Masatoshi Suto         | 359,03 |
| 32                | AUT Ulli Öhlböck           | 358,00 |
| 33                | FIN Esa Klinga             | 356,74 |
| 34                | AUT Waldemar Heigenhauser  | 356,69 |
| 35                | AUT Helmut Voggenberger    | 341,97 |
| 36                | FIN Raimo Majuri           | 338,28 |
| 37                | FRA Émile Salvi            | 332,38 |
| 38                | FRA Jean-Marie Bourgeois   | 325,90 |
| 39                | USA Thomas Upham           | 325,17 |
| 40                | NOR Gjert Andersen         | 323,69 |
| 41                | FRA Gervais Poirot         | 315,98 |